# Poisson-papillon à larme du Pacifique
Poisson-papillon larme, Poisson-papillon à une tache
Espèce
Synonymes
- Chaetodon sphenospilus Jenkins, 1901

Statut de conservation UICN

 LC  : Préoccupation mineure
Chaetodon unimaculatus, communément nommé Poisson-papillon larme ou Poisson-papillon à une tache, est une espèce de poissons marins de la famille des Chaetodontidae.

## Sous-genre
Le poisson-papillon à larme du Pacifique est un poisson-papillon qui fait partie du sous-genre Lepidochaetodon. En 1984, André Maugé et Roland Bauchot ont proposé d'affecter cette espèce à leur nouveau genre Heterochaetodon, ce qui donnerait comme nom scientifique pour ce poisson Heterochaetodon unimaculatus.

## Description
La taille maximale du Poisson-papillon larme est de 20 cm mais la taille moyenne couramment observée est de 16 cm.
Sa coloration est jaune vers le haut, blanche vers le bas, avec une large bande verticale noire passant par l'œil, et une tache noire au milieu du corps (vers le haut), tache qui peut faire penser à une goutte d'eau retournée ou à une larme.

## Distribution
Le poisson-papillon larme se rencontre dans la région Indo-Pacifique.

## Biologie et écologie
Le Poisson-papillon larme apprécie les platiers récifaux, les lagons aux eaux claires avec une prédilection pour les zones riches en corail cuir comme les espèces du genre Sarcophyton et Sinularia et ce de la surface à 60 m de profondeur. Il a une activité diurne et est coralivore.